# 大津町長江
大津町長江（おおつちょうながえ）は、徳島県鳴門市の大字。郵便番号は772-0033。

## 地理
鳴門市の南東部に位置。東は里浦町粟津、西は大津町徳長、北は撫養町南浜・大津町吉永、南は旧吉野川を挟んで板野郡松茂町とそれぞれ接し、旧吉野川河口部に位置している。全域が平坦な農地で占められる。
地内南端の一部に集村を形成するだけで、大部分は農地となっている。サツマイモの栽培が盛んで、鳴門イモの名で阪神市場に出荷されている。徳島県道185号粟津港線が東西に延び、鳴門市営バスも運行されている。地内には五社神社があり大山祗命を祭神としている。

### 河川
- 旧吉野川
- 撫養川

### 小字
| - 大手外 - 北蛭子 - 地蔵元 - 上須野 | - 西蛭子 - 西大黒 - 東蛭子 - 東大黒 |  |

## 歴史
江戸期から明治22年にかけては板東郡および板野郡の村であった。寛文4年より板野郡に属す。明治22年に同郡大津村の大字となった。昭和30年2月より現在の鳴門市の字名となる。

## 世帯数と人口
2022年（令和4年）1月31日現在の世帯数と人口は以下の通りである。
| 町丁       | 世帯数 | 人口  |
| ---------- | ------ | ----- |
| 大津町長江 | 25世帯 | 113人 |

## 小・中学校の学区
市立小・中学校に通う場合、学区は以下の通りとなる。
| 番地 | 小学校             | 中学校             |
| ---- | ------------------ | ------------------ |
| 全域 | 鳴門市立第一小学校 | 鳴門市立第一中学校 |

## 施設
- 五社神社

## 交通

### 道路
都道府県道
- 徳島県道185号粟津港線